# Вулиця Вагилевича (Львів)
Вулиця Вагиле́вича — вулиця у Личаківському районі міста Львова, у районі нижньої Зеленої. Сполучає вулиці Костя Левицького та Зелену. 

## Історія та забудова

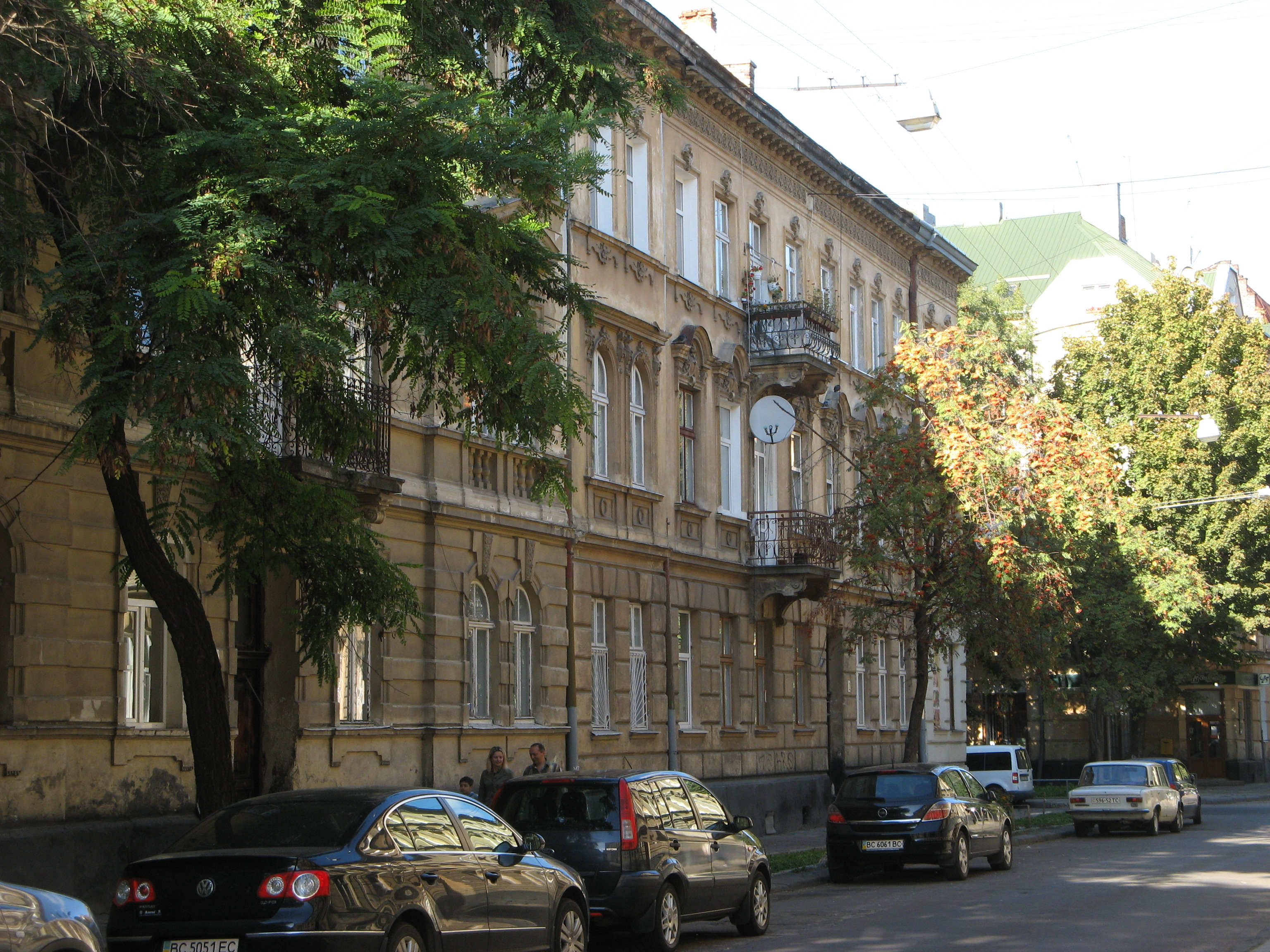
Будинок № 2

Прокладена у XIX столітті і вже 1852 року отримала назву Серет, від 1854 року — Зелена бічна. 1871 року перейменована на згадку про галицького поета, філолога, фольклориста та етнографа Івана Вагилевича. Під час німецької окупації, з 1943 року по липень 1944 року, мала назву Ромерґассе, на пошану австрійського та польського генерала Яна Ромера, а на честь Вагилевича назвали тодішню вулицю Міхальського (нинішня вул. Івасюка). У липні 1944 року вулиці повернено передвоєнну назву — вулиця Вагилевича.
Забудована будинками кінця XIX — початку XX століття, у стилі віденського класицизму.